# Rimsko gledališče, Volterra
Rimsko gledališče Volterra so v 1950-ih razkrila arheološka izkopavanja, ki jih je v kraju Vallebuona vodil Enrico Fiumi, zgodovinar iz Volterre: nekateri zaporniki Psihiatrične bolnišnice Volterra so bili uporabljeni kot delavci, kot opozori plošča na vhodu v zgradbo.

## Nastanek in gradnja
Spomenik je datiran v konec 1. stoletja pr. n. št. njegovo gradnjo pa je financirala bogata družina Caecina iz Volterre, zlasti konzula Gaio Cecina Largo in Aulo Cecina Severo, kot opozarja posvetilni epigram samega gledališča, ohranjen v etruščanskem muzeju Guarnacci.
Gledališče je bilo delno izkopano v naravnem pobočju vzpetine, po analogiji z grškimi gledališči. Dejansko ta del mesta v etruščanski dobi ni bil zaseden z gradbenimi objekti, saj so obstajala le zadrževalna dela strmega pobočja, tako da so terasiranje izvajali že okoli 2. stoletja pred našim štetjem, zaradi tega je bilo primerno mesto za gradnjo gledališča.
Med izkopavanji so našli različne sedeže iz lokalnega apnenca (tuf iz Pignana), na katerih so še vedno vklesana različna imena predstavnikov najvplivnejših družin rimske Volterre, kot so Caecinae, Persii in Laelii. Ohranjen je le del stopnišč, urejenih v radialnem vzorcu in izdelanih s kamnom iz Montecatini Val di Cecina.
Prednja skena je bila dolga 35,98 metra (122 rimskih čevljev) in je bila sestavljena iz dveh kolonad v nadstropjih nad 16 metrov.
Kapaciteta gledališča je morala biti glede na njegovo velikost (premer 60 metrov za 24 stopnic) približno 3500 gledalcev, primerljiva z drugimi podobnimi gledališči (Trst, Djemila, Dougga).
Tam je bil tudi velarium, platno, podprta z vrvmi, ki je pokrivalo celotno območje gledališča, saj ostajajo sledi strukture, ki ga je podpirala.
Konec 3. stoletja so gledališče opustili in v bližini odrske stavbe postavili zdravilišče. V srednjem veku je mestno obzidje vključevalo zaporni zid najvišjega dela stopnic (summa cavea).
Ostanke antičnih zgradb je trenutno mogoče obiskati znotraj arheološkega območja. Do njega se dostopa z zgornjega območja, tik pred Porta Fiorentina, poleti pa se uporablja (čeprav le redko) za gledališke predstave.
Mednarodni festival vsako leto poteka v rimskem gledališču Volterra, ki ga je ustanovil in vodil igralec in režiser Simone Migliorini, prestižna žirija pa vsako leto podeli nagrade Ombra della Sera pomembnim osebnostim zabave in kulture.